# Fehérváry Antal
Fehérváry Antal; családi nevén: Kontra, névváltozat: Fehérvári (Aba, 1824. május 31. vagy Abádszalók, 1825. május 31. – Kolozsvár, 1901. október 10.) színész, színigazgató.

## Pályafutása
Fejér Károlynál kezdte pályafutását 1843. április havában Szolnokon. Szerepelt kardalosként, 1847-ben Kőrössy Ferencnél súgó volt, később népszínmű-énekes, majd komikusként is fellépett. Megpróbálkozott a rendezéssel is. Latabár Endrénél, Havi Mihálynál, Molnár Györgynél és Reszler Istvánnál tanult, s igazgató lett. 1865-ben az Erdélyi Országos Nemzeti Színházi Választmány a kolozsvári színház igazgatójává nevezte ki, ahol 1872-ig működött. 1873-ban Aradon lett igazgató, de egy év múlva ismét visszament Kolozsvárra, ahol művezető, 1875-76-ban rendező volt. 1870-ben rendezőnek szerződtette E. Kovács Gyulát. 1880-ban Szabadkán működött, ezután Kolozsvárt lett színházigazgató. Működésének maradandó emléke a kolozsvári színésznyugdíjintézet megalapítása és részben a nyári színkör megépítése. A Budai Színkört is ő igazgatta az 1870-es években. 1881-ben mint Temesváry Lajos társulatának tagja nyugalomba vonult. 1892. szeptember 4-én megünnepelte 50 éves jubileumát a Violában, mint Peti cigány. Sírja a Házsongárdi temetőben található. 

## Családja
Felesége Hollay Anna színésznő volt. Gyermekeik:
- Gyula (Szabadka, 1850. március 20.)[6]
- Károly Vince Dániel (Baja, 1855. február 28.)[7]
- József Lajos Antal Mátyás (Szabadka, 1856. március 28.)[8]
- Emília Ilona Klára (Debrecen, 1864. január 21.)[9]
- Anna Mária Emília (Debrecen, 1866. július 25.)[10]

## Működési adatai
1845–1847: Miskolc, Nagyvárad, Kecskemét; 1852–1853: Szöllösi, Szuper Károly; 1853–1854: Latabár Endre; 1855–1856: Havi Mihály, Hegedűs Lajos; 1856–1857: Hetényi József, Molnár György; 1857: Havi Mihály; 1858–1861: Molnár György; 1861–1865: Reszler István; 1865: Follinus János; 1873: Miklósy Gyula; 1882: Bogyó Alajos. Igazgatóként: 1866–1871: Kolozsvár; 1872: Arad, Buda; 1874–1879: Kolozsvár.

## Művei
- Játékszíni emlény (Kecskemét, 1848)
- Játékszíni emlény (Nagyvárad, 1897)